# Laotoe
Laotoe è una figura mitologica greca.

## Mito
Laotoe era figlia di Alte, re dei Lelegi. Fu moglie, come Ecuba ed Arisbe, di Priamo, e divenne madre di Licaone e Polidoro (da non confondere con l'omonimo figlio di Priamo ed Ecuba). 

Entrambi i suoi figli furono uccisi da Achille nella guerra di Troia, lo stesso giorno; ma mentre il cadavere di Polidoro poté essere onorato con esequie solenni, per Licaone non fu possibile alcuna cerimonia funebre, in quanto il suo assassino ne aveva gettato il corpo nello Scamandro.